# Armand de Las Cuevas
Pour les articles homonymes, voir De Las Cuevas.
Armand de Las Cuevas, né le 26 juin 1968 à Troyes et mort le 2 août 2018 à La Réunion, est un coureur cycliste français.
Professionnel de 1989 à 1999, il a notamment été champion de France sur route 1991, a remporté le Critérium du Dauphiné libéré en 1998 et la Classique de Saint-Sébastien en 1994 et a été un équipier de Miguel Indurain au Tour de France.

## Biographie
Armand de Las Cuevas commence le cyclisme à neuf ans. Alors qu'il n'aime pas ce sport et préfèrerait faire de la boxe, son père, qui s'est mis au vélo, l'inscrit à l'UVCA Troyes sans lui demander son avis,.
À 15 ans, commençant à enregistrer les succès et arrêtant sa scolarité, il envisage une carrière professionnelle et se consacre au cyclisme. En 1983, sa famille s'installe à Bordeaux,. Il court à l'US bouscataise puis au CC Marmande. En 1986, il gagne le Premier pas Dunlop. En 1988, il remporte le Ruban Granitier breton, l'une des principales courses du circuit amateur et figure dans la présélection française pour le contre-la-montre par équipes des Jeux olympiques de Séoul, mais n'est finalement pas retenu. Roger Legeay lui propose alors de courir une année de plus chez les amateurs pour passer professionnel en 1990 dans l'équipe Z, qu'il dirige. Armand De Las Cuevas préfère cependant devenir professionnel dès l'année suivante. Son entraîneur Victor Caneiro contacte Dominique Arnaud, coureur professionnel, qui le fait engager par l'équipe Reynolds dont il est membre. José Miguel Echavarri, qui dirige l'équipe, lui fait signer un contrat de trois ans. 
En 1990, il est médaillé de bronze de la poursuite individuelle aux championnats du monde sur piste. L'année suivante, il dispute le Tour d'Italie, son premier grand tour. Il est mis hors course après la quatorzième étape pour s'être battu avec le coureur colombien Julio César Ortegón (it). 
En 1992, Armand de Las Cuevas est équipier de Miguel Indurain lors de son doublé Tour d'Italie-Tour de France. Au Tour, il prend la deuxième place du contre-la-montre à Luxembourg, à trois minutes d'Indurain. Il est hors délais quelques jours plus tard, dans les Alpes. Il est à nouveau au service d'Indurain au Tour d'Italie 1993, où il se brouille avec son leader et ses dirigeants. Alors que ces derniers souhaitaient qu'il s'économise lors d'un contre-la-montre, il les convainc de lui laisser sa chance. Il constate toutefois qu'au départ de l'étape, il n'a pas le matériel adéquat : « [...] je me suis senti trahi. J'ai fait le contre-la-montre tranquille et le lendemain, quand Miguel a été attaqué, je n'ai pas bougé. Echavarri l'a mal pris. Miguel s'est retrouvé seul et a failli perdre le Giro. Echavarri m'a dit que je ne courrai plus pour Banesto. » Durant l'été qui suit, Dominique Arnaud devenu manager personnel d'Armand de Las Cuevas négocie avec Cyrille Guimard, dirigeant de l'équipe Castorama, qui l'engage pour la fin de saison. Il remporte le Grand Prix des Nations.
Leader de Castorama, il revêt le maillot rose du Tour d'Italie 1994 après le premier jour de course, à l'issue d'un contre-la-montre qu'il remporte. Il finit neuvième de ce Giro. Il estime cependant qu'il « [aurait] dû terminer à la troisième place » et a perdu ses chances en « [prenant] une barrière de sécurité dans les côtes » lors du deuxième contre-la-montre. Le mois suivant au Tour de France, il occupe la quatrième place du classement général après la seizième étape à l'Alpe d'Huez. Il souffre cependant d'une bronchite et perd vingt minutes le lendemain et n'est pas au départ de la dix-huitième étape,. En août, il s'impose en solitaire lors de la Classique de Saint-Sébastien, manche de la Coupe du monde.
En 1996, il court pour l'équipe Casino, puis il revient en 1997 chez Banesto. Au printemps 1998, il est aligné comme équipier d'Abraham Olano au Critérium du Dauphiné libéré puis remporte la course. Il s'impose ensuite lors de la Route du Sud. Malgré ces succès, il n'est pas sélectionné pour le Tour de France, pour être leader de l'équipe au Tour d'Espagne. Il y est cependant décevant, estimant avoir peu couru durant l'été et avoir été mal préparé.
L'année suivante, il est engagé par l'équipe italienne Amica Chips. N'ayant reçu aucun salaire après plusieurs mois, il la quitte et met fin à sa carrière, à 31 ans.
Il effectue un bref retour en 2006 en amateur. Il remporte trois étapes de l'Étoile de l'océan Indien et participe au Tour de Maurice, où il rivalise un temps avec Christopher Froome, futur vainqueur de l'épreuve. Il est cependant contrôlé positif à l'heptaminol lors du championnat des grimpeurs de l'île de La Réunion. La Fédération française de cyclisme prononce à son encontre une suspension de six mois.
Il est par la suite directeur sportif au VC Saint Joseph à l'île de la Réunion.
Il se suicide le 2 août 2018 à La Réunion, à l'âge de 50 ans,.

## Palmarès sur route

### Palmarès amateur
| - 1985 - Ronde du Queyran - Soulor-Aubisque - 1986 - Premier pas Dunlop - Tour de Lorraine juniors - Tour du Ribéracois - Soulor-Aubisque - 2e du Grand Prix Rüebliland - 1987 - Grand Prix des Fêtes de Cénac-et-Saint-Julien - Circuit des Vins du Blayais - 3e étape du Tour de Gironde - 2e étape de Paris-Vierzon (contre-la-montre) - Flèche Landaise - 3e du Chrono des Herbiers | - 1988 - 1re et 4e (contre-la-montre) étapes des Quatre Jours de Vendée - Ruban granitier breton : - Classement général - 5eb étape (contre-la-montre) - Grand Prix du CA Béglais - Tour du Béarn : - Classement général - 3e étape - Grand Prix de la Tomate - Flèche Landaise - 2006 - Trois étapes de l'Étoile de l'océan Indien |  |

### Palmarès professionnel
| - 1990 - 5e étape du Tour des Asturies - 1991 - Champion de France sur route - 3e étape de la Bicyclette basque - Grand Prix de Plouay - 2e du Circuit de la Sarthe - 1992 - Prologue du Tour de Romandie - 4e du Tour de Romandie - 1993 - Étoile de Bessèges : - Classement général - 2e étape - 7e étape de Paris-Nice - Grand Prix de Lisbonne : - Classement général - 1re et 5e étapes (contre-la-montre) - Grand Prix des Nations - 3e du Grand Prix d'ouverture La Marseillaise - 4e de Paris-Nice - 1994 - Paris-Camembert - Prologue du Tour de Romandie - 1reb étape du Tour d'Italie (contre-la-montre) - Tour de Burgos : - Classement général - 2e et 5e étapes - Classique de Saint-Sébastien - 2e du Grand Prix du canton d'Argovie - 2e du Tour de Romandie - 9e du Tour d'Italie | - 1995 - Coupe de France - Trophée des grimpeurs - 1997 - Saragosse-Sabiñánigo - 2e du Tour de la Communauté valencienne - 3e du Tour de Galice - 1998 - Classement général du Critérium du Dauphiné libéré - Route du Sud : - Classement général - 2e étape |  |

### Résultats sur les grands tours

#### Tour de France
3 participations
- 1992 : hors délais (14e étape)
- 1994 : non partant (18e étape)
- 1995 : 62e

#### Tour d'Italie
5 participations
- 1991 : hors délais (14e étape)
- 1992 : 38e
- 1993 : 43e
- 1994 : 9e, vainqueur de la 1re étape b (contre-la-montre),  maillot rose pendant une étape
- 1995 : abandon (4e étape)

#### Tour d'Espagne
4 participations
- 1993 : abandon (16e étape)
- 1996 : abandon (12e étape)
- 1997 : abandon (11e étape)
- 1998 : abandon (16e étape)

## Palmarès sur piste

### Championnats du monde
- Maebashi 1990
  -  Médaillé de bronze de la poursuite individuelle
- Valence 1992
  - 6e de la poursuite individuelle

### Championnats de France
- 1984
  - 2e du championnat de France de poursuite cadets
- 1986
  -  Champion de France de poursuite juniors
  -  Champion de France de la course aux points juniors
- 1987
  -  Champion de France de poursuite par équipes (avec Hervé Gourmelon, Daniel Pandelé et Nicolas De Bacco)